# Wilsberg: Mundtot
Mundtot ist die 42. Folge der Fernsehfilmreihe Wilsberg. Die Erstausstrahlung erfolgte am 1. März 2014 im ZDF. Regie führte Martin Enlen, das Drehbuch wurde von Georg Piller und Tilmann Warnke geschrieben.

## Handlung
Ekki hat arg mit dem Betriebsklima seines Arbeitgebers sowie auffallend vielen Unregelmäßigkeiten im Finanzamt zu kämpfen. Zu oft wurden gewissenhafte Kollegen, die bei der Steuerprüfung einflussreicher Münsteraner zu viel Engagement zeigten, vom Chef zum Amtsarzt geschickt oder unter Vorwänden in die Poststelle versetzt, um mundtot gemacht zu werden.
Wilsberg plagen derweil existentielle Sorgen. Er hat eine teure Handschrift aus dem 17. Jahrhundert erworben, die er der Stadt Münster verkaufen will. Nach einer Tagung des Kulturausschusses gibt der Stadtrat bekannt, kein Geld für die Schrift zur Verfügung stellen zu können. Folglich kann Wilsberg das Schriftstück nicht veräußern und ihm droht der Bankrott. Herr Kaiser, ein forscher Banker der Inkassoabteilung von Wilsbergs Hausbank WebBank24, sucht den Antiquar auf, um dessen gesamten Bücherbestand zu pfänden, weil Wilsberg seine Schulden in Höhe von 5.000 Euro nicht begleichen kann und bereits mit drei Raten im Rückstand ist. Die Teutoburger Bank lehnt es ab, Wilsberg einen Kredit auszustellen, um seinen Kredit bei der WebBank24 begleichen zu können.
Unterdessen freut sich Kommissarin Anna Springer, dass sie für den Polizeisportverein Münster die Unternehmerin Christa Sieland als Sponsorin gewinnen konnte, die die Anschaffung neuer Sport- und Fitnessgeräte ermöglichte. Diese werden jedoch seit vier Wochen vom Zoll unter Verschluss gehalten. Bei der feierlichen Eröffnung ist neben Sieland auch Alex Holtkamp anwesend, die als Anwältin für Sieland tätig ist. Sieland setzt Alex auf den Oberfinanzdirektor Müntemeyer an, der zugleich Vorsitzender des Kulturausschusses ist, um die benötigten Importgenehmigungen für die aus China stammenden Sportgeräte zu erhalten.
Um ihrem Chef einen Denkzettel zu verpassen, verschließen Ekki und dessen Kollege Detlef den einzigen Zugang zum Finanzamt mit Kette und Vorhängeschloss. Als sie das Gebäude verlassen, werden sie Zeuge, wie Yvonne Kleining nach einem Sturz aus ihrem Bürofenster im Innenhof des Finanzamts zu Tode kommt. Da der Zugang verschlossen ist, vermuten die hinzugerufenen Polizeibeamten um Kommissarin Anna Springer und ihren Kollegen Overbeck, dass sich der mutmaßliche Mörder noch in den Räumlichkeiten des Finanzamts befindet. Bei der Durchsuchung des Finanzamts wird kein Täter gefunden. Weil die Polizei keinen Grund zur Annahme von Fremdverschulden vorliegen sieht, wird der Fall als Freitod aus dem Fenster des Büros der Toten behandelt. 
Ekki teilt die Einschätzung der Beamten nicht. Er ist der Meinung, dass seine hübsche Kollegin, die seine Annäherungsversuche mehrfach zurückgewiesen hatte, auf dem besten Wege war, einen groß angelegten Steuerbetrug aufzudecken. Für ihn steht sofort fest, dass sie sich nicht selbst umgebracht hat, sondern getötet wurde. Seine Zweifel an der von der Polizei vertretenen Theorie des Freitods werden weiter verstärkt, als Ekki seinen Chef dabei antrifft, wie dieser das Büro der Verstorbenen putzt. Ekki vermutet, dass Koch seine Spuren verwischen möchte, und hält den Amtsleiter für den Täter. Mit der Hilfe von Detlef stellt Ekki fest, dass Yvonne kurz vor ihrem Tod um 17:48 Uhr einen Datensatz gelöscht hat. Die Akte mit der Steuernummer 43/421/285 fällt zwar in Yvonnes Zuständigkeitsbereich, ist jedoch nicht in ihrem Büro aufzufinden. Bei der weiteren Suche nach der Akte wird Ekki Zeuge eines Telefonats, aus dem hervorgeht, dass Koch die verschwundene Akte einem Unbefugten überlassen hat.
Sein langjähriger Freund Wilsberg hat in der Zwischenzeit den Lieferwagen von Herrn Kaiser mit seinen Büchern gesetzeswidrig in seinen Besitz gebracht und damit die eigene Situation nur zusätzlich erschwert. Er sucht seine Patentochter Alex auf, um sie um die benötigten 5.000 Euro zu bitten. Alex winkt ab, doch ihre Klientin Christa Sieland bietet ihm an, ein gutes Wort für ihn bei der Teutoburger Bank einzulegen. Bei seinem Gespräch mit dem Bankdirektor Passlick entdeckt Wilsberg in den Räumlichkeiten der Teutoburger Bank die verschwundene Steuerakte, die Aufzeichnungen über Christa Sieland enthält. Passlick hat sie sich von Finanzamtsleiter Koch aushändigen lassen.
Ekki erhascht im Büro von Anna Springer einen Blick auf die bei dem tödlichen Sturz seiner Kollegin stehen gebliebene Armbanduhr, deren Zifferblatt 17:42 Uhr anzeigt. Als Ekki mitteilt, dass sechs Minuten nach Yvonnes Tod unter ihrem Benutzernamen eine Steuerakte gelöscht wurde, wird die Kommissarin hellhörig und nimmt die Ermittlungen mit Verdacht auf ein Tötungsdelikt wieder auf. Springer lässt Finanzamtsleiter Koch sowie Bankdirektor Passlick vorladen. In einem Verhör gibt Koch zu, die Steuerakte von Christa Sieland in der Mittagspause an sich genommen zu haben, bevor Yvonne in den Abendstunden desselben Tages ums Leben kam. Weiter gibt er zu Protokoll, sich mit Passlick im Club Rose in der Innenstadt getroffen zu haben, wo er die Akte übergeben habe, weil er mit Bildern erpresst wurde, die ihn mit käuflichen Damen zeigen. Passlick habe vorgegeben, lediglich einen Blick in die Steuerakte werfen zu wollen, sie daraufhin aber nicht wie vereinbart zurückgegeben. Bevor Springer das Verhör fortsetzen kann, wird sie von ihrem Vorgesetzten unterbrochen, der die beiden einflussreichen Männer vielfach entschuldigend von ihrem Verhör entbindet.
Wilsberg heftet sich an Passlicks Fersen und folgt ihm zu Sielands Privatanwesen. Dort wird er durch die großen Fensterfronten des Gebäudes Zeuge, wie Sieland ihre Steuerakte von Passlick für 3,5 Millionen Euro erwirbt. Daraufhin unterzeichnet sie einen Kreditaufhebungsvertrag in derselben Höhe. Die Steuerakte ihrer Landmaschinen GmbH schreddert sie daraufhin mit einem Aktenvernichter. Kurz darauf wird Sieland von Ekki aufgesucht, der ihr einen Beschlagnahmebeschluss vorlegt und die Dokumente ihrer Buchhaltung an sich nimmt, da ihr ein Steuerdelikt unterstellt wird. 
Passlick bringt Wilsberg in seine Gewalt und sperrt ihn in seinen Keller, wo er ihn fesselt und knebelt. Er erklärt Wilsberg, er habe zwar mit Yvonne Kleining, die er fünf Jahre zuvor beim Karneval kennengelernt habe, eine kurze Affäre gehabt, wolle es indes nicht akzeptieren, dass ihm der Mord an Yvonne angehängt werde. Trotz der Finanzkrise wies Sielands Landmaschinen GmbH zusehends größere Gewinne aus, was den Banker skeptisch machte. Daher habe er Yvonne kontaktiert, um einen Einblick in die Steuerunterlagen von Frau Sieland zu erhalten, die ihm jedoch den Zugang zu den Finanzdokumenten verwehrte. Daraufhin sei er auf Müntemeyer zugegangen, den er für den Mörder von Yvonne hält. 
Wilsberg schickt Ekki eine SMS, um ihn vor Müntemeyer zu warnen, doch dieser sitzt bereits bei Ekki im Büro. Als Ekki die SMS erhält, zwingt ihn Müntemeyer unter Waffengewalt, mit ihm durch eine Fluchttür das Gebäude zu verlassen. Ekki schließt sich jedoch mit Handschellen am Treppengeländer an. Während die beiden auf Müntemeyers Komplizin Sieland warten, versucht Müntemeyer seinen Angestellten von der Tugendhaftigkeit seiner Taten zu überzeugen. Durch den von Müntemeyer ermöglichten Steuerbetrug konnte Christa Sieland ihr Unternehmen sanieren, als Sponsorin des Polizeisportvereins Münster auftreten und letztlich konnte Müntemeyer sogar Gelder für seinen Lebensabend beiseiteschaffen, während die Banken den Verlust abschreiben können. Letztlich sei nach Darstellung Müntemeyers niemand zu Schaden gekommen. Yvonne Kleining sei verängstigt gewesen, nachdem sie von Passlick kontaktiert worden war. Daher habe sich Müntemeyer mit Kleining nach Dienstschluss im Finanzamt getroffen, um die Steuerunterlagen von Christa Sieland verschwinden zu lassen. Weil Koch die Akte zwischenzeitlich an sich genommen hatte und diese daher nicht in Yvonnes Büro auffindbar war, stieß Müntemeyer seine Mitarbeiterin aus dem Fenster, um zu verhindern, dass sie gegen ihn aussagen könne. Anschließend habe er die digitalen Steueraufzeichnungen über Sieland an Yvonnes Arbeitsplatz gelöscht.
Anna Springer und Overbeck, die die Ermittlungen inzwischen wieder aufgenommen haben, können sowohl Müntemeyer als auch seine Komplizin Sieland festnehmen sowie Ekki befreien. Kommissarin Springer gelingt es, Herrn Kaiser die gepfändeten Bücher von Wilsberg, die er zur Schuldentilgung zum Altpapierpreis ansetzen wollte, gegen die Sportgeräte des Polizeisportvereins als Altmetall einzutauschen, da diese aufgrund fehlenden TÜV-Siegels nicht eingesetzt werden dürfen. Kaiser geht auf dieses Geschäft ein und Wilsberg erhält seinen Buchbestand zurück. Die Handschrift kann schließlich von Wilsberg an das Polizeipräsidium veräußert werden, wo sie aufgehängt wird.

## Hintergrund
Der Arbeitstitel dieser Folge lautete Tod im Finanzamt.
Der Film wurde in Münster und Köln gedreht. Die Dreharbeiten begannen am 16. April 2013 zusammen mit denen zur Folge Nackt im Netz.

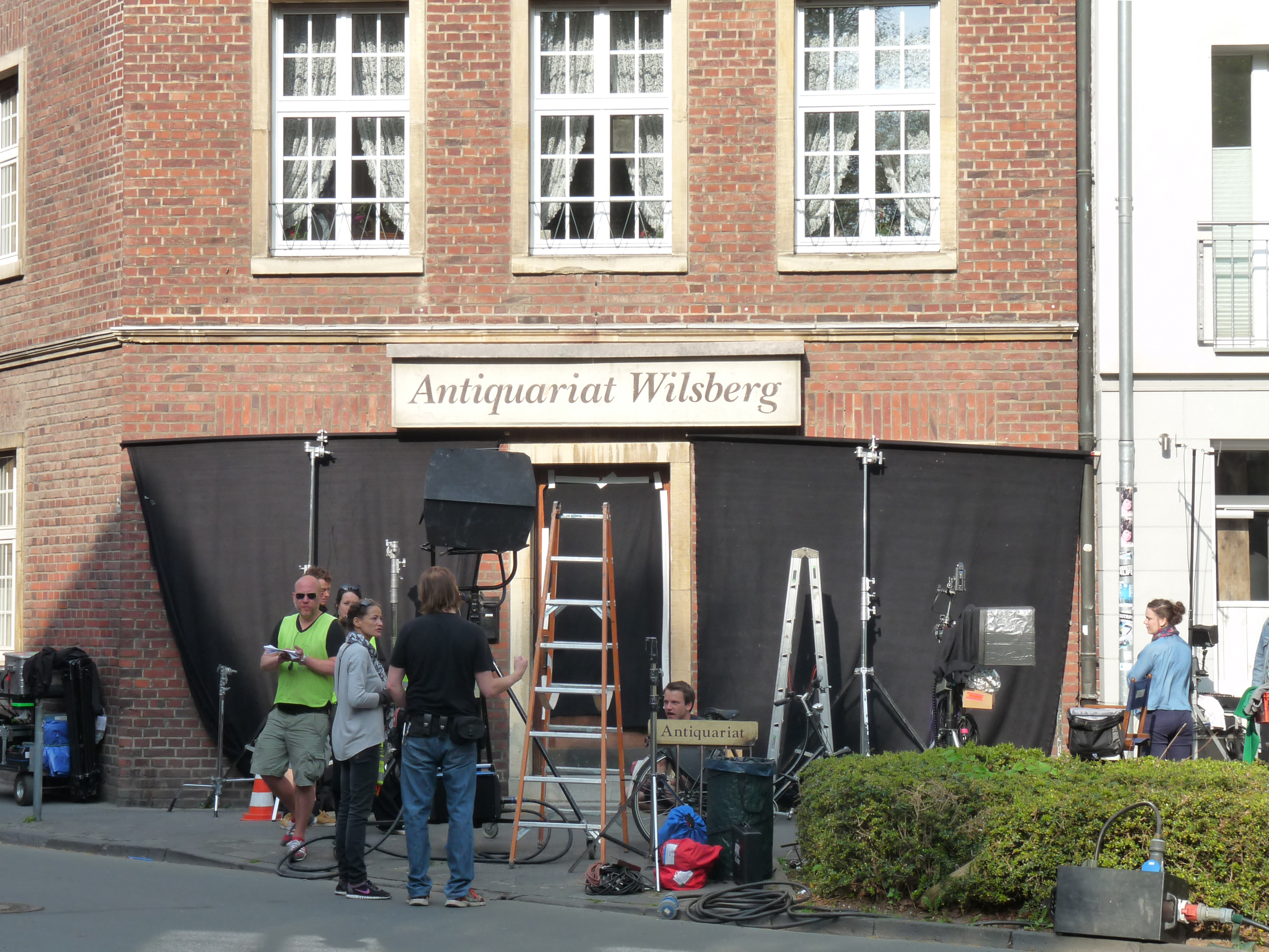
Dreharbeiten am Antiquariat Solder

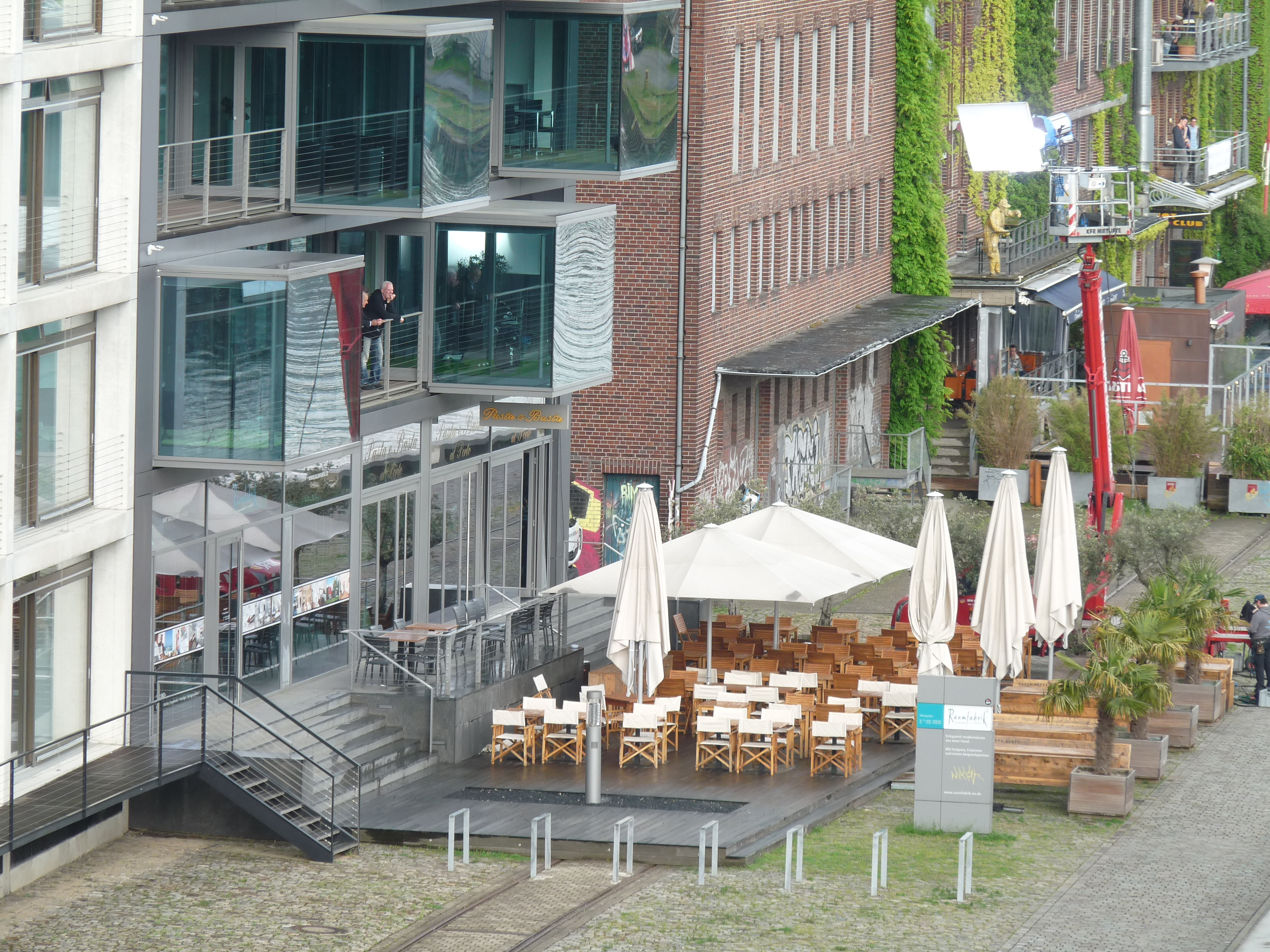
Dreharbeiten am Hafen Münster

In Münster wurde an acht Drehtagen zwischen dem 6. Mai 2013 und dem 16. Mai 2013 gedreht. Für die Dreharbeiten in der Frauenstraße wurde das Antiquariat Solder am 6. Mai 2013 sowie dem Folgetag geschlossen. Die Dreharbeiten fanden am 8. Mai 2013 am Hawerkamp, an der Roestbar Zwo an der Ecke zwischen Martini- und Hörsterstraße sowie in dem gegenüberliegenden Geschäft Marrying statt, wo für die Dreharbeiten ein Fotogeschäft eingerichtet wurde. Am 15. Mai 2013 wurde am Münsteraner Hafen mit Rhenus- und Flechtheimspeicher als Kulisse sowie am Prinzipalmarkt gedreht. Hierbei entstand u. a. am Hafenweg 18–20 die golfspielende Szene im Anwaltsbüro, in der das GuD-Kraftwerk im Hintergrund zu sehen ist. Das Lager des Zolls wurde für die Dreharbeiten am Mittelhafen 42–44 eingerichtet. Die Szenen, die am Polizeirevier Münster spielen, wurden – wie in der überwiegenden Anzahl der bisherigen Folgen – erneut am Bispinghof gedreht. Für die Aufnahmen, die die „Teutoburger Bank“ zeigen, wurde die Filiale der Sparda-Bank Münster an der Königsstraße 51–53 genutzt. Die Szenen in Christa Sielands Privatanwesen wurden im Gebäude an der Annette-Allee 4 an der Ecke zur Himmelreichallee in direkter Aasee-Lage gedreht. Abschließend erfolgten weitere Dreharbeiten bis zum 24. Juni 2013 in Köln.
Am 16. Februar 2014 fand die Kinopremiere in Bielefeld statt. Damit wurde – nach den Folgen Die Bielefeld-Verschwörung und Treuetest – bereits zum dritten Mal eine Premiere in Bielefeld durchgeführt. Bei der Kinopremiere von Mundtot handelte es sich allerdings erstmals um eine Matinee. Bei dieser waren neben etwa 500 Zuschauern auch Hauptdarsteller Leonard Lansink, dessen Ehefrau Maren Muntenbeck sowie Roland Jankowsky anwesend.
Am 1. März 2014 wurde die Folge Mundtot im ZDF ausgestrahlt. Am 5. März 2014 zeigte ZDFneo die Folge.
Rainer Laupichler war bereits 2009 in der 28. Folge Wilsberg: Oh du tödliche… zu sehen, spielte dort allerdings eine andere Rolle.
In der Folge Mundtot gehört Vittorio Alfieri nicht zur Besetzung, obwohl er bislang stets den Vorgesetzten von Ekki spielte und die Handlung der Folge im Finanzamt Münster angesiedelt ist. In der zuvor ausgestrahlten Folge Nackt im Netz sowie nachfolgenden Folge Das Geld der Anderen übernahm Alfieri hingegen erneut seine gewohnte Rolle als Ekkis Vorgesetzter Grabowski.
Im fiktiven Finanzamt Münster ist in der Folge Mundtot ein Paternoster zu sehen. Tatsächlich befindet sich im denkmalgeschützten Gebäude der Oberfinanzdirektion Münster ein solcher Paternoster. Derselbe Paternoster war bereits in der 35. Folge Die Bielefeld-Verschwörung zu sehen. Ebenso wurde bereits in der Folge Die Bielefeld-Verschwörung in der Ehrenbergstraße in Köln gedreht. In der Folge Mundtot ist die Wohnung von Yvonne Kleining in ebendieser Straße zu finden.
Zu Beginn der Folge ist eine Unterhaltung zwischen Ekki und dem Amtsleiter Koch zu hören, in der es um das Spiel „Funny Birds“ geht. Hierbei handelt es sich um eine Anspielung auf das Spiel Angry Birds.
In der Szene, in der Overbeck ein Fahndungsplakat aufhängt, das Ekkis Porträt trägt, ist ein veraltetes RAF-Fahndungsplakat aus den 1980er Jahren zu sehen, auf dem Henning Beer, Sabine Callsen, Wolfgang Grams, Birgit Hogefeld, Andrea Klump, Barbara Meyer, Horst Ludwig Meyer, Christoph Seidler, Sigrid Sternebeck und Inge Viett zur Fahndung ausgeschrieben sind.
Auf Ekkis Flucht vor seinem Amtsleiter Koch über den Flur des Finanzamts ist Also Sprach Zarathustra von Richard Strauss in der Fassung von Eumir Deodato zu hören. Der Abspann der Folge ist mit Keep The Light On von Billy Ray Cyrus musikalisch untermalt.
Der Running Gag „Bielefeld“ fällt in dieser Folge während einer Zurechtweisung von Oberfinanzdirektor Müntemeyer gegenüber Finanzamtleiter Koch: „Ihre Amtsführung ist mir schon lange ein Dorn im Auge. 98 in Bielefeld habe ich zuletzt eine so schlecht geführte Abteilung erlebt.“(ab 23:12)

## Rezeption

### Einschaltquoten
5,98 Millionen Zuschauer sahen die Folge Mundtot bei ihrer Erstausstrahlung im ZDF, womit sich die Folge sowohl hinsichtlich der Quote als auch der Reichweite als Tagessieger mit einem Marktanteil von 19,3 % platzieren konnte. Beim jungen Publikum konnte ein Marktanteil von 11,1 % erreicht werden.

### Kritik
Tilmann P. Gangloff stellte fest, „mit dem Thema Korruption im öffentlichen Dienst greift das Drehbuch ein durchaus heißes Eisen auf“, „so ganz genre-, tonlagen- und besetzungssicher ist dieses launige Vergnügen für Fans allerdings nicht“. Oliver Korittke spiele im Vergleich zu anderen Folgen der Serie eine größere Rolle in Mundtot, den „trockenen Humor“ habe er dabei jedoch keineswegs abgelegt. Dem „kriminalkomödiantischen Vorzeichen“ der Serie tut dies keinen Abbruch, wenn auch „Slapstick-Einlagen“, die das Drehbuch vorsieht, „eigentlich gar nicht nötig wären“ und lediglich dazu beitragen, dem Zuschauer einen „veritablen Thrillerstoff“ vorzuenthalten. Ebenso sei Udo Schenks Rolle „eindimensional“ angelegt worden und somit nicht mit „Thomas Loibls feinem Spiel“ vergleichbar sei. Letztlich „profitiert der Film davon, dass Oliver Korittke seinen Ekki mal von einer anderen Seite zeigen kann“. Gangloff vergab der Folge drei von sechs möglichen Punkten.
Rupert Sommer schrieb für teleschau – der mediendienst, dem „anspielungsreichen Drehbuchhumor“ sei eine Folge entsprungen, die mit der Korruption im öffentlichen Dienst Themen aufgreift, „die derzeit durchaus Konjunktur haben“. Zudem werden sich „Fans des schnodderig erzählten Samstagabendklassikers […] über Running-Gags wie den immer wieder auftauchenden emsigen Inkasso-Unternehmer oder die Frotzeleien rund um die traditionelle Bielefeld-Erwähnung freuen“, zumal „auch die üblichen Kalauer nicht fehlen“. Sommer mutmaßt, „wer wenig mit dem trockenen »Wilsberg«-Humor anfangen kann, dürfte diesmal allerdings besonders befremdet reagieren“, denn bei der Folge handele es sich um einen Film, „der vor sich hinschlurft und Schlimmes neben Groteskes im »Stromberg«-Bürosatiren-Stil einfach mal nebeneinander stellt“. Korittkes Rolle sei dabei „besonders klamaukanfällig“, der „für fast jede Kameraeinstellung die weit aufgerissenen Glotzaugen bereithalten“ muss, wodurch ihn das Drehbuch „immer öfter so aussehen [lässt], wie er in etlichen Jahren vielleicht tatsächlich wirken könnte – wie Didi Hallervorden“.
Bei der Folge handelt es sich nach Einschätzung der Redaktion von TV Spielfilm um einen „TV-Krimi weit jenseits der Klamaukgrenze“. Bei der „verworrenen Krimikomödie, in der sich gelungene Gags mit Peinlichkeiten die Waage halten“, sei die Handlung „manchmal witzig, meistens nur albern“, doch „Wilsberg-Fans werden es lieben“, schließt die Redaktion ihr Urteil und vergibt eine neutrale Gesamteinschätzung.
Die Redaktion der Prisma teilt die Meinung, bei Mundtot handele es sich um einen „typischen Wilsberg-Fall“. Dieser sei „routiniert inszeniert und wie immer gut gespielt“. Dennoch vergab die Redaktion lediglich zwei von fünf möglichen Punkten.
Mundtot sei nach Einschätzung von Ute Schwarzwald von DerWesten.de „nicht durchweg überzeugend“, allerdings gebe es „Lichtblicke in dem quotenträchtigen Münster-Krimi“. Thomas Loibl sei „bester Mann im Film“ und setzte mit seinem Schauspiel „Glanzlichter“. Ebenso „gefällt auch die schrullige Amtsärztin“, die von Leslie Malton gespielt wird. In der Folge gebe es „den ein oder anderen gelungenen Gag“, doch wirke sie „von Ekkis Haarfrisur bis zum Paternoster nicht nur aus der Zeit gefallen, sondern auch seltsam unentschieden“. Um „ernst genommen“ werden zu können, seien die „Charaktere zu überzeichnet und die Witze zu platt“, hingegen hätte darauf verzichtet werden sollen, „die wenigen guten Pointen auch noch langatmig zu erklären“, um als „Satire“ durchgehen zu können. Zudem seien viele Details „vorhersehbar“ oder klischeebehaftet, so dass die Folge letztlich „biedere Kost“ biete.
Johannes Loy von den Westfälischen Nachrichten urteilte, die Folge enthalte „etwas viel Klamauk“. Der Fall entwickelte sich seiner Einschätzung zufolge „derart wirr, dass viele Zuschauer es vermutlich bald aufgaben, die Hintergründe konzentriert aufzuspüren“ und „bei diesem Verwirrspiel aus Steuerhinterziehung und Mord recht schnell“ abschalteten. Obwohl „ein paar muntere Verwechslungsszenen mit Leslie Malton als durchgeknallter Psychologin“ für Unterhaltung sorgten, komme das „kriminalistische Aufklären“ in der Folge zu kurz und werde „die Grenze vom Komödiantischen zum Klamauk schnell überschritten“.
„Der Wilsberg-Krimi hatte nicht einmal das Niveau einer Karikatur“, äußerte sich Franz-Josef Brinkhaus, Leiter des Finanzamtes Münster-Innenstadt, gegenüber den Westfälischen Nachrichten. „Angesichts der skurrilen und teilweise abstrusen Geschehnisse“ verlieh Brinkhaus seiner Enttäuschung Nachdruck, „es habe nicht einmal das Bemühen gegeben, »den Alltag einer Behörde« in die fiktive Geschichte einzubauen“. Die Darstellung sei „nicht besonders glaubwürdig“ und „die Korruptionsversuche seien ziemlich plump daher gekommen“, denn „in der Realität ist das alles viel subtiler“, stellte Brinkhaus klar. Daher zähle Brinkhaus die Folge zu den „nicht so guten Filmen“ der Fernsehserie.